# Roslavl
Roslavl (în rusă Рославль, în poloneză Rosław) este un oraș din Regiunea Smolensk, Federația Rusă și are o populație de 57.701 locuitori.
Cnezatul de Smolensk 1137–1408

 Marele Ducat al Lituaniei 1408–1508

 Cnezatul Moscovei 1508–1547

 Țaratul Rusiei 1547–1618

 Uniunea statală polono-lituaniană 1618–1667

 Țaratul Rusiei 1667–1721

 Imperiul Rus 1721–1917

 RSFS Rusă 1919–1922

 Uniunea Sovietică 1922–1941

 Imperiul German (ocupația) 1941–1943

 Uniunea Sovietică 1943–1991

 Federația Rusă 1991–prezent 

## Galerie de imagini

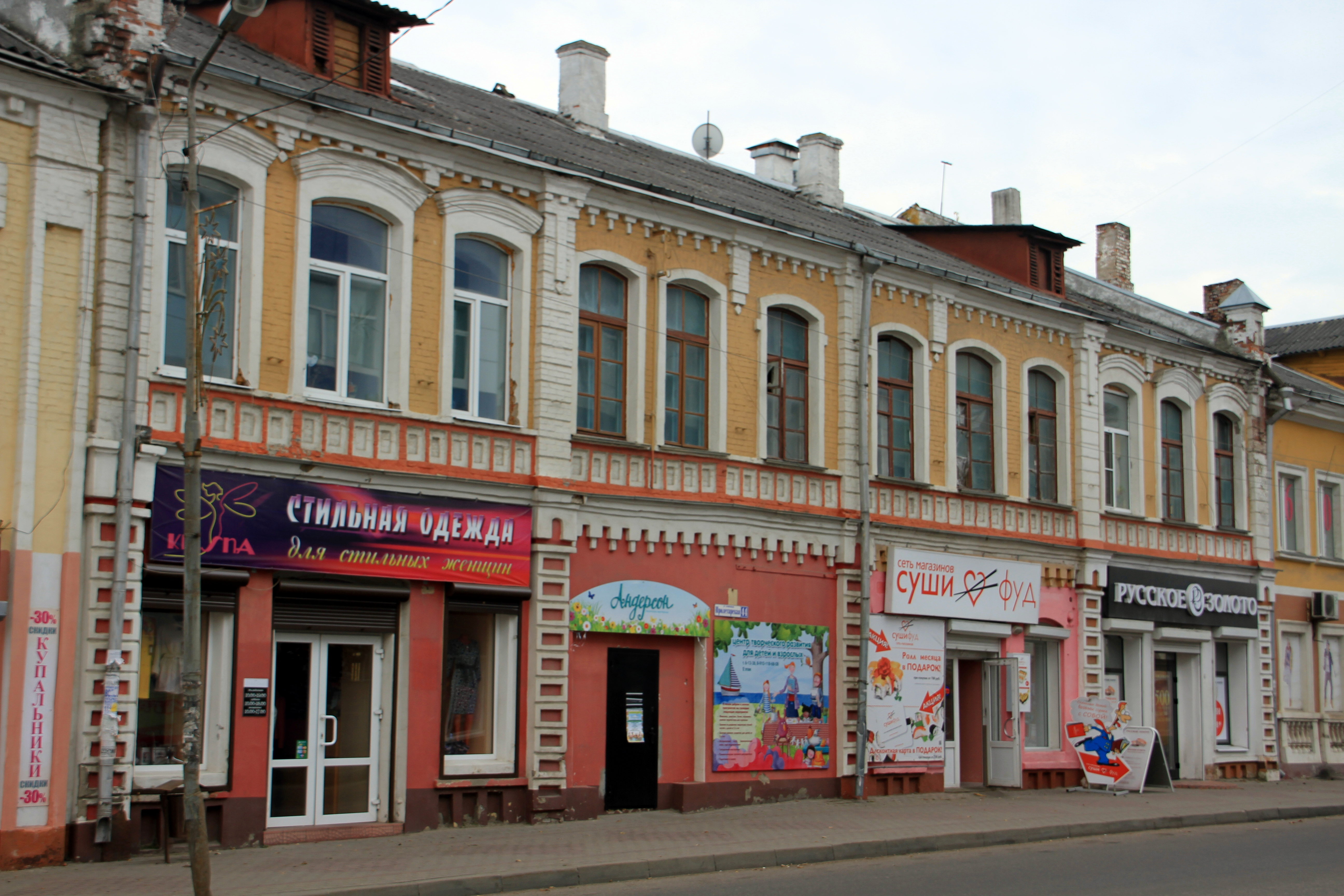
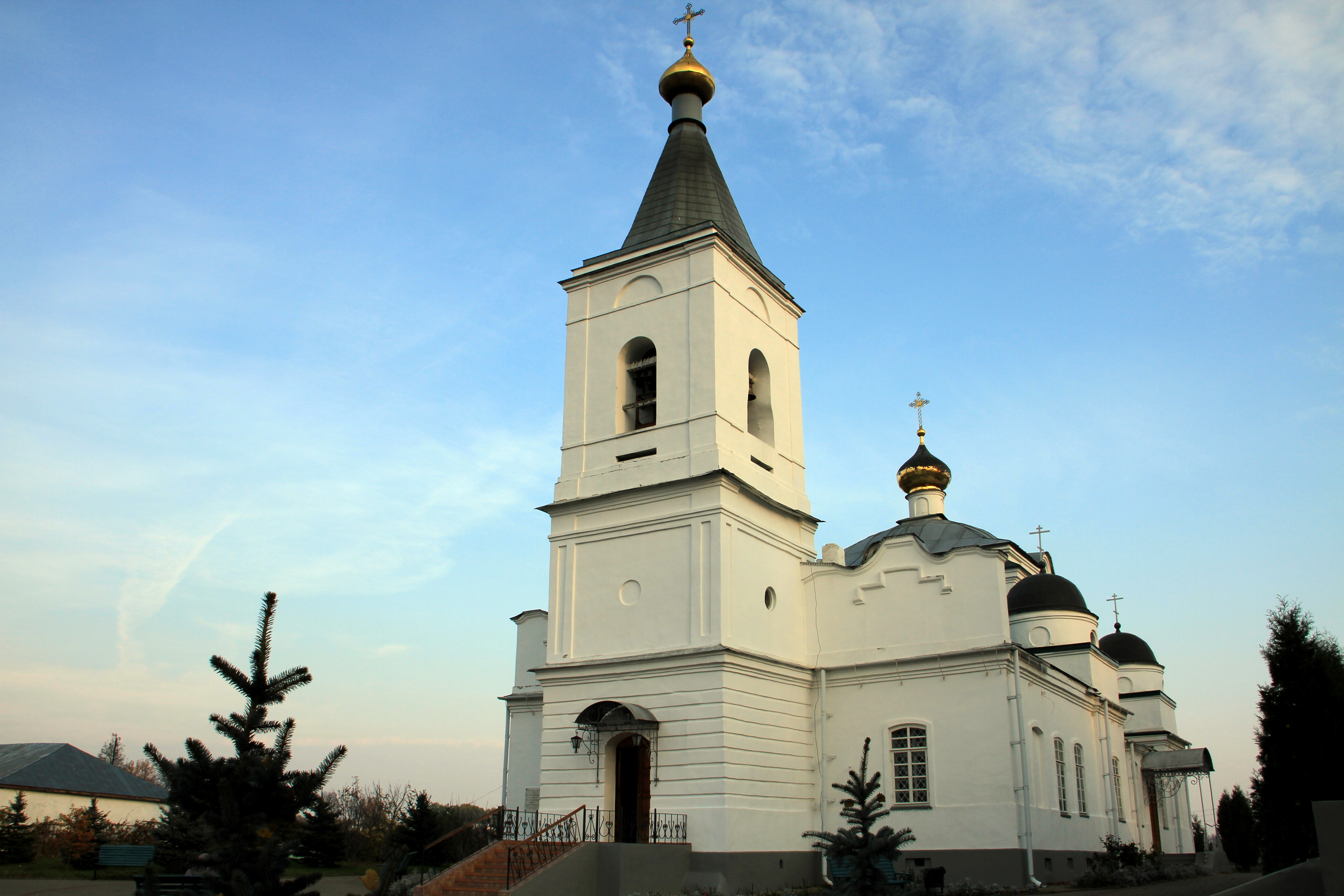
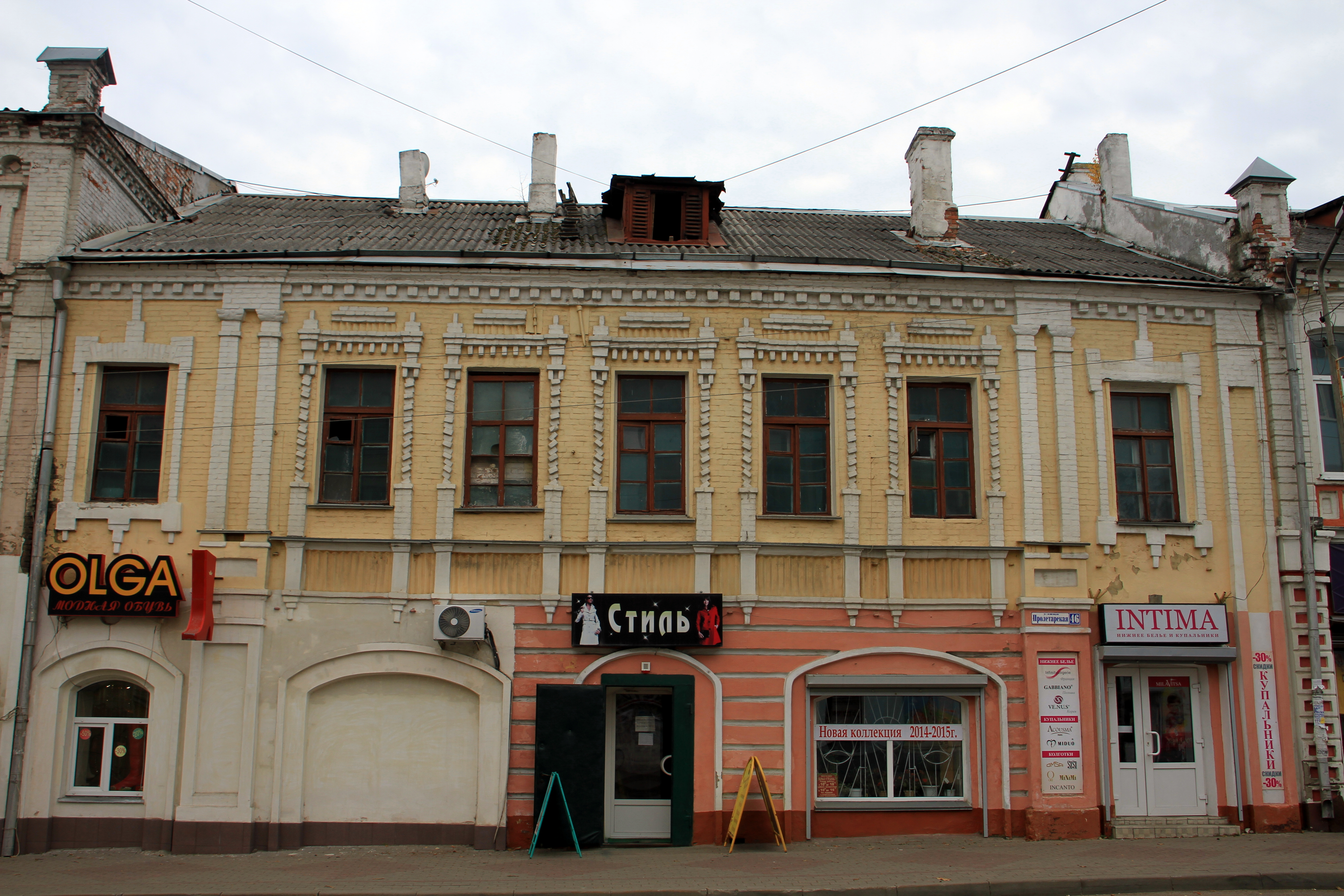
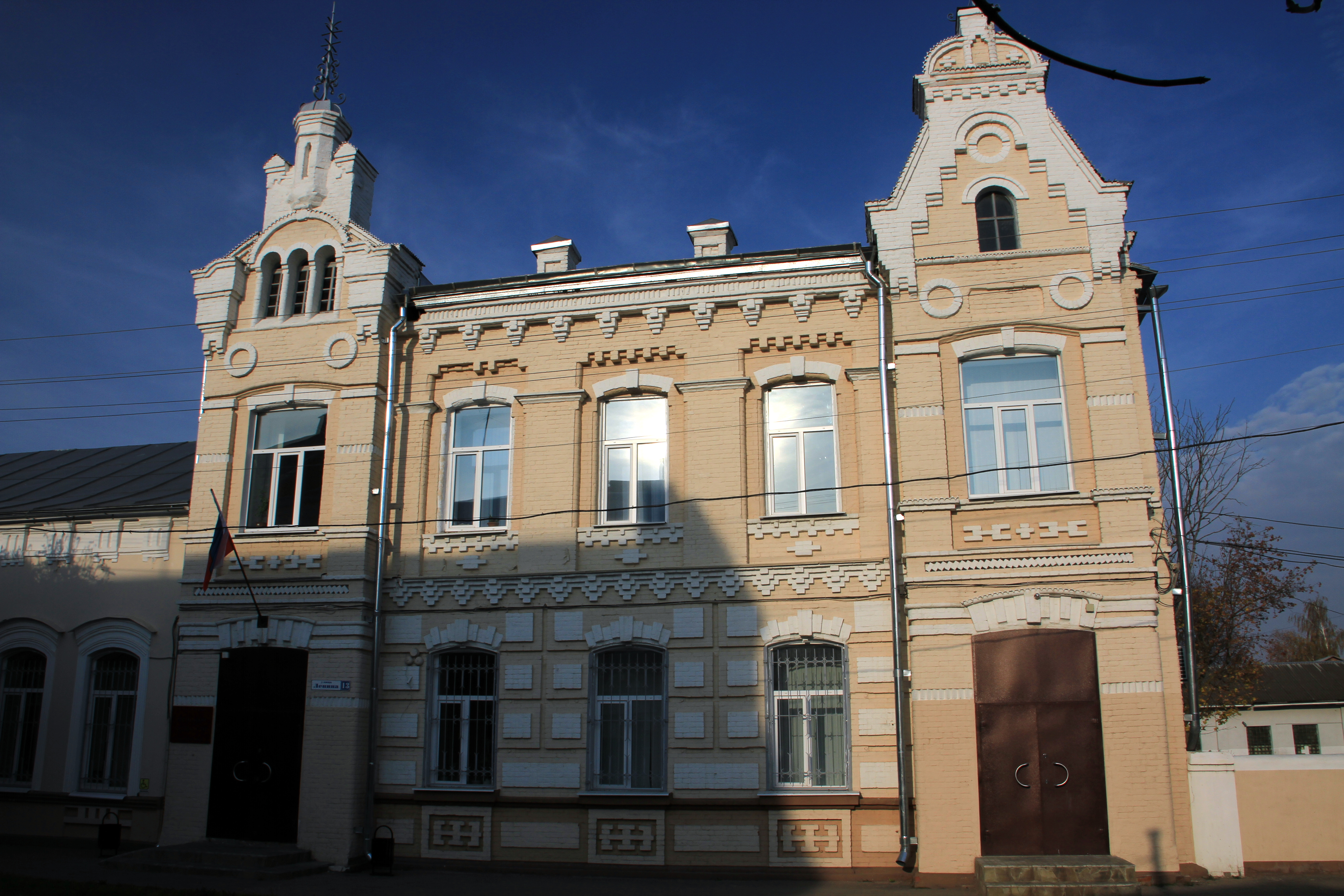
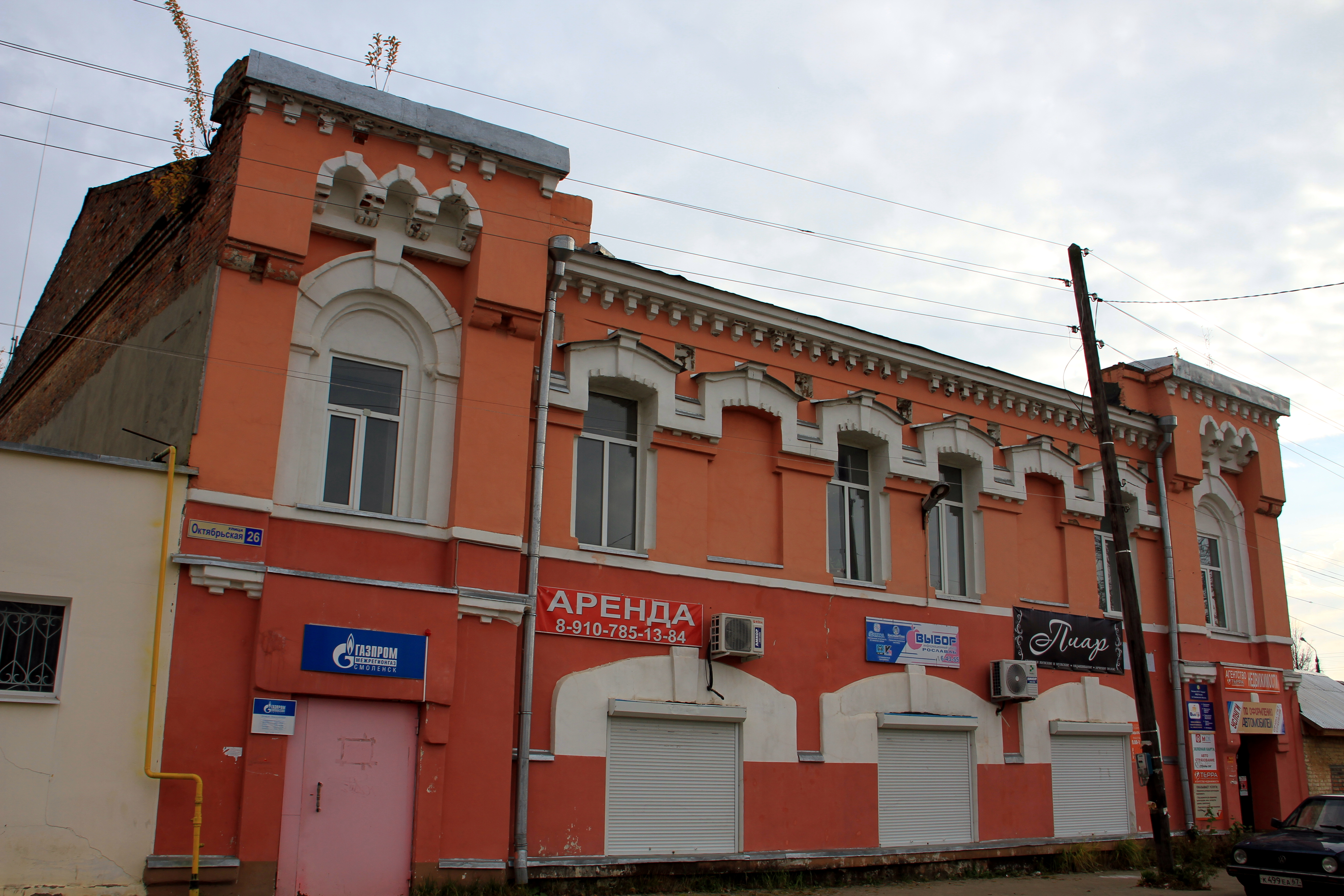